# Sosí
Sosí (en llatí Sosinus, en grec antic Σωσῖνος) fou un artista grec nadiu de Gortina a Creta. És conegut pel seu monument sepulcral en el que se l'anomena com χαλκόπγης que alguns erudits suposen que vol dir "creador d'escuts de bronze". Aquest monument es troba actualment al Museu del Louvre.